# Wijhe
Wijhe (Nedersaksisch: Wieje) is een dorp aan de IJssel in de gemeente Olst-Wijhe in de Nederlandse provincie Overijssel. Wijhe ligt tussen Deventer en Zwolle.
Tot 1 januari 2001 was Wijhe een zelfstandige gemeente. Op die datum werden de toenmalige gemeenten Wijhe en Olst opgeheven en samengevoegd onder de naam Olst. Op 26 maart 2002 werd de naam van deze gemeente gewijzigd in Olst-Wijhe.

## Geschiedenis
De eerste schriftelijke vermelding van Wijhe dateert uit het jaar 960 als "Wie", dat zeer waarschijnlijk duidt op een heiligdom. Een belangrijke mijlpaal in de geschiedenis is de feestweek in 1960 waarin het duizendjarig bestaan van het dorp Wijhe werd gevierd.

## Geografie en bereikbaarheid
Wijhe ligt aan de rivier de IJssel waar een passantenhaven met camperplaatsen is. Vanaf de Veluwe is Wijhe via het plaatsje Vorchten bereikbaar met een kabelveerpont genaamd "Het Wijhese Veer". Wijhe ligt aan de N337, waardoor de steden Zwolle en Deventer goed en snel bereikbaar zijn.

## Openbaar vervoer
Station Wijhe ligt aan de lijn Zwolle - Roosendaal, ieder half uur stopt er in beide richtingen een intercitytrein. Per bus is het dorp bereikbaar via buslijn 161 Deventer - Hasselt. Ook rijdt er een buurtbus van Wijhe via Broekland naar Raalte.

## Bezienswaardigheden
- De in laatgotische stijl gebouwde Nicolaaskerk is driebeukig. De oudste delen zijn gebouwd in de 13e/14e eeuw. De toren is voor een deel laatromaans en is in gotische stijl verhoogd. In het interieur bevinden zich 17e-eeuws kerkmeubilair, een aantal imposante graftomben en het Quellhorst-Naber-orgel uit 1821.     .
- De Wijhese Molen, goed onderhouden werkende molen in het dorpscentrum.
- De Buitenwaarden is een natuurgebied langs de IJssel ten noorden van het dorp, richting Herxen.
- Er liggen drie landgoederen in de voormalige gemeente Wijhe
  - Hagenvoorde in de buurtschap Tongeren
  - Het Nijenhuis (in feite dichterbij Heino) met kasteel, Museum de Fundatie en beeldenpark
  - landgoed De Gelder, gelegen aan de oostelijke rand van het dorp.
- Veermans Hof IJsselflora aan de Bongerd, een heemtuin die vanaf 1971 is ingericht om de karakteristieke wilde planten van het IJsseldal te laten zien.

## Scholen
In het dorp bevinden zich vijf basisscholen:
- OBS De Wije (Openbaar)
- RK Sint Jozef School (Katholiek)
- KBS De Bongerd (Katholiek)
- Matzer School (Protestants Christelijk)
- Van Den Capellenborg (middelbare school)

Voortgezet onderwijs:
Op het gebied van voortgezet onderwijs is er de Capellenborg. Hier is een volledige vmbo en havo afdeling aanwezig. De school heeft rond de 600 leerlingen.

## Sport en spel
Hieronder enkele verenigingen uit Wijhe:
- Wijhe '92 (voetbal)
- Wijhe '92 (handbal)
- Oranje Boys (zaalvoetbal)
- Deurtrappers (zaalvoetbal)
- Olympus (gymnastiek)
- ATC Wijhe (tennis)
- Wijhe '92 (Voorheen Rood Wit '75) (volleybal)
- T.T.V Wijhe (tafeltennis)
- Wijhese Zwemclub - WZC (zwemmen)

## Geboren in Wijhe
- Gerrit Berkhoff (1901-1996), chemicus en eerste rector magnificus Universiteit Twente
- Miel Hoppe (10 maart 1887), kunstschilder, industrieel
- Jean Jacques Rambonnet (8 maart 1864), militair, politicus, hoofdverkenner
- Marinus van den Berg (25 februari 1947), priester en schrijver
- Jeanet Schuurman (14 april 1961), zangeres, nieuwslezeres
- Conny Stuart (5 september 1913), zangeres, cabaretière
- Claes Wildeboer (ca. 1720), chirurgijn
- Xena Wimmenhoeve (14 mei 2000), Nederlandse rolstoelbasketbalster

## Overleden in Wijhe
- Adolf Carel Bentinck (1837), politicus
- Jan Arend Godert de Vos van Steenwijk (1889-1972) (1972), jurist
- Alwine de Vos van Steenwijk (2012), diplomate
- Johan van Dorsten (2020), schrijver

## Trivia

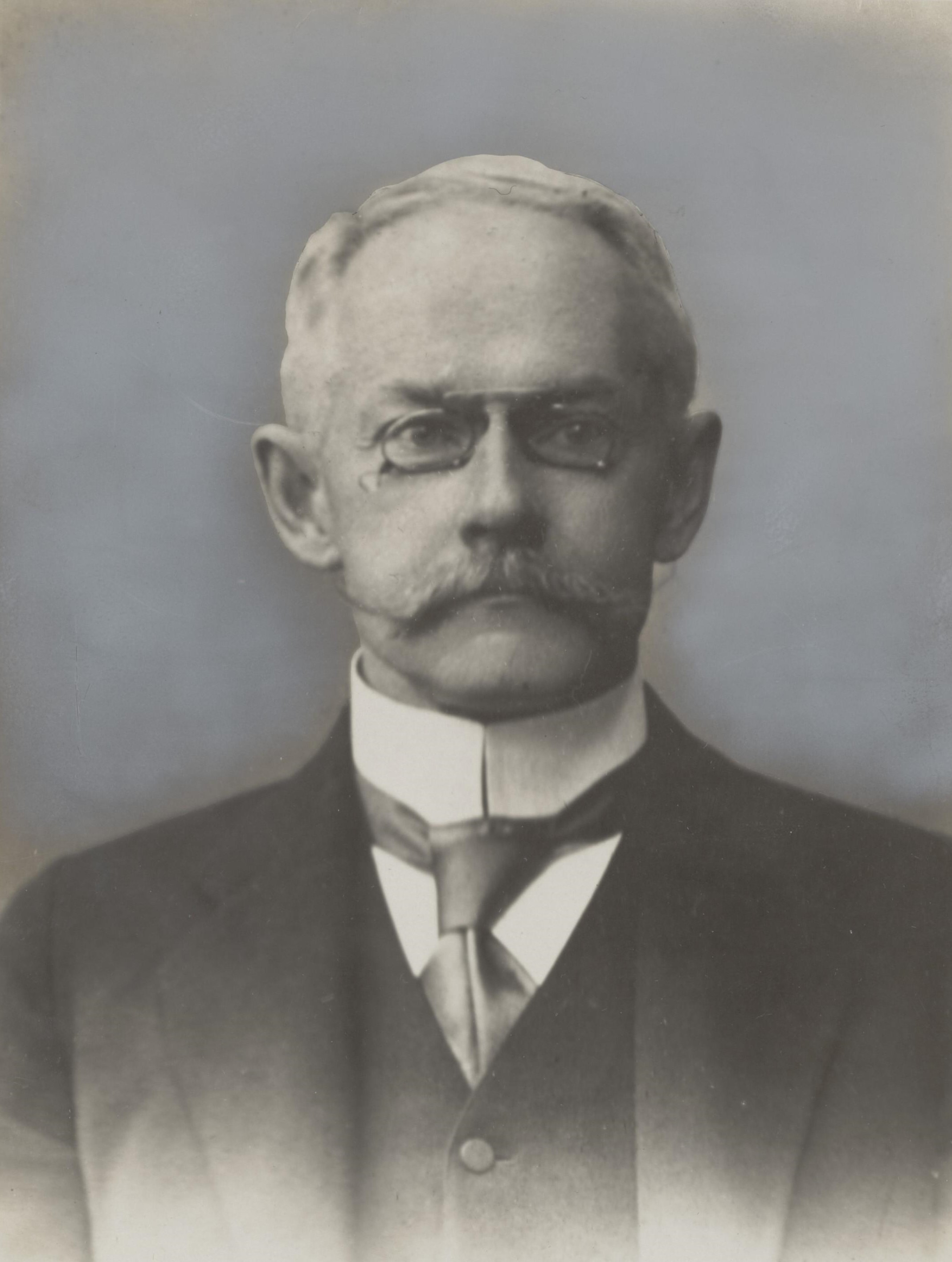
Mr. G. Schimmelpenninck, burgemeester van Wijhe, 1926

- Naar de mening van de inwoners van Wijhe is de naam Wijhe de afkorting van: Wij IJverigen Helpen Elkander.
- Tijdens carnaval heet Wijhe Iesseldonk. Er zijn in Wijhe twee carnavalsverenigingen: C.V.De Diekschoevers en C.V. Wieje Bint Zat.
- In 2003 bezocht koningin Beatrix Wijhe tijdens Koninginnedag.
- De jaarlijkse feestweek van Wijhe heet de Wiejese Diekdaegen en is altijd het eerste weekend van september. Het feest is een van de Sallandse Zomerfeesten. Tijdens de Wiejese Diekdaegen zijn er vele feestelijke activiteiten in en rond Wijhe.
- Een van deze activiteiten in het eerste weekend van september is de jaarlijkse kunstroute/open ateliers. Met een overzichtstentoonstelling in het gemeentehuis te Wijhe met werk van bijna alle beeldende kunstenaars die wonen en werken binnen de gemeentegrens. (zie ook de website van tsal).
- Door RTV-Oost uitgeroepen tot leukste dorp van Overijssel in 2012.[3]

## Fotogalerij

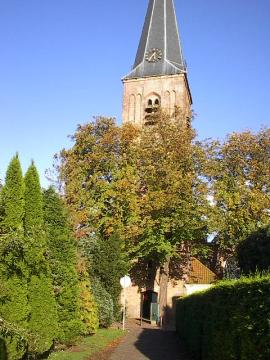
Protestantse kerk
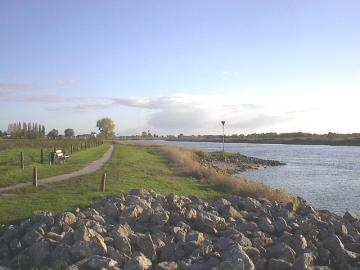
De IJssel bij Wijhe
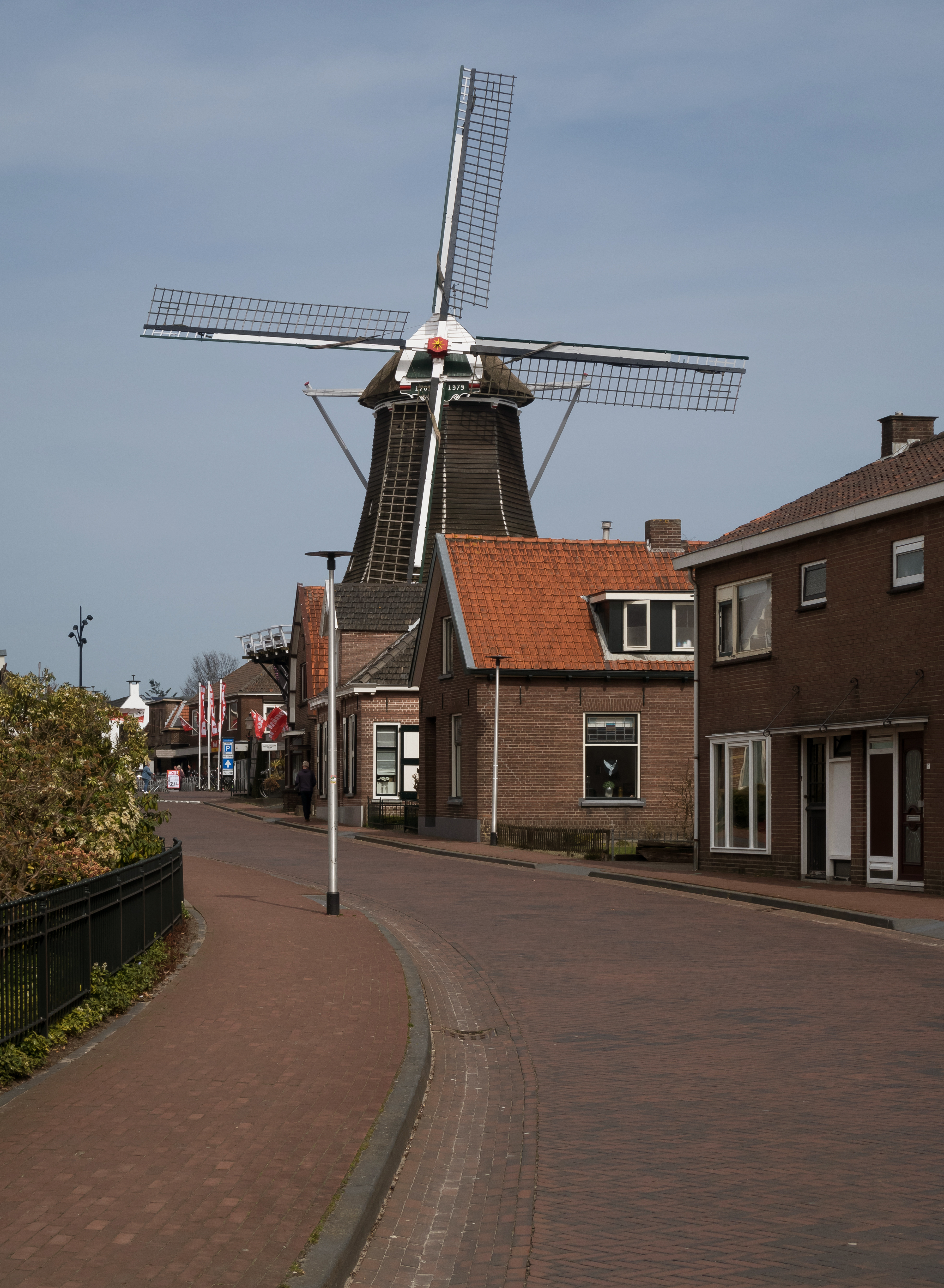
De Wijhese Molen
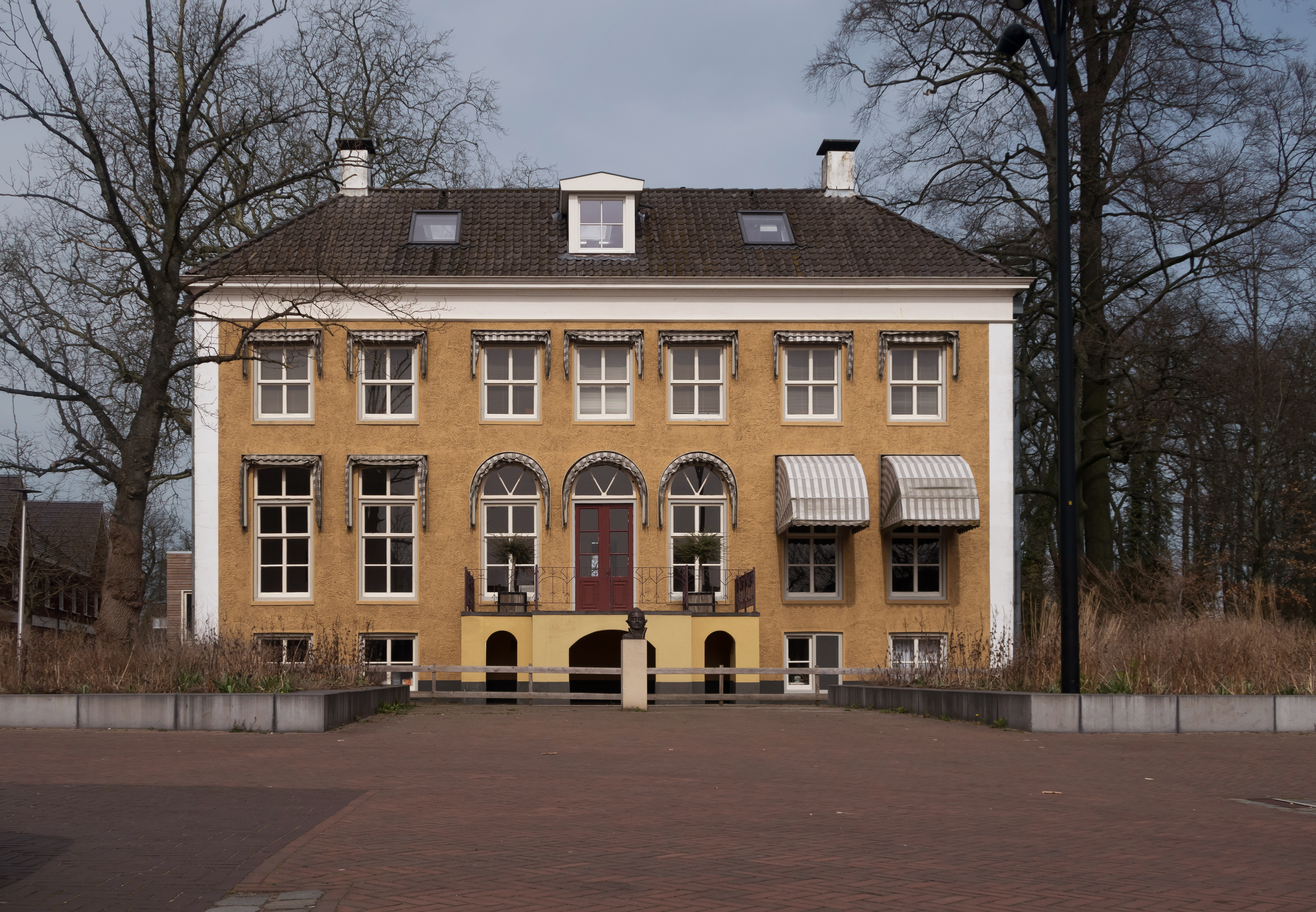
Villa op het Van Dedemplein

Hoofdplaatsen: Olst · Wijhe      Dorpen: Boerhaar · Boskamp · Den Nul · Welsum · Wesepe

Buurtschappen: Duur · Eikelhof · Elshof · Fortmond · Hengforden · Herxen · Marle · Middel · Welsumerveld 

Voormalige gemeenten: Olst · Wijhe

Overijssel · Steden en dorpen in Overijssel      Nederland · Provincies · Gemeenten